# Kobala
Kobala est l’un des villages de la préfecture de Dinguiraye, en Guinée.

## Climat
Kobala possède un climat de savane avec hiver sec (Aw) selon la classification de Köppen-Geiger.
La température moyenne sur l'année à Kobala est de 26.2°C. Au mois de mars, le mois le plus chaud de l'année, la température moyenne est de 28.9°C. En décembre, le mois le plus froid de l'année, elle est de 24.1°C. L'amplitude moyenne des températures tout au long de l'année est de 4.8°C. Le record de chaleur est de 47°C enregistré le samedi 15 avril 1995 et le record de froid de 8°C enregistré le lundi 26 décembre 1977.
Les précipitations sont beaucoup plus importantes en été qu'en hiver à Kobala. Les précipitations annuelles sont en moyenne de 1083.9 mm. Le mois de janvier y est le mois le plus sec, avec des précipitations moyennes de 17.3 mm, les précipitations sont les plus importantes de l'année ayant lieu en août avec une moyenne de 236.8 mm. Les précipitations varient de 219.5 mm entre le mois le plus sec et le mois le plus humide.